# レイナウト・ファン・ベンメレン
レイナウト・ファン・ベンメレン（Reinout Willem van Bemmelen、1904年4月14日 - 1983年11月19日）は、オランダの地質学者である。インドネシアの地質学、火山の研究で知られる。

## 生涯
オランダ領インドネシアのバタヴィアで生まれた。父親は、インドネシアの気象・地震観測所の所長を務めており、インドネシアで育った。
1920年から1927年の間、デルフト工科大学で鉱山技術を学んだ。H.A. Brouwer やグスターフ・モーレングラーフに学び、ベチカ山地 (Cordillera Bética) の地質の研究で博士号を得た。ナポリで火山学の課程を学んだ後、インドネシアに戻りインドネシアの地質調査に加わり、ジャワ島とスマトラ島の一部の地質を調査した。1933年から1935年はウィーン工科大学で土壌学を学び、その後ジャワ島での、火山や火山噴出物、地層の研究をおこなった。1930年代のムラピ山の活発な噴火活動を北西斜面のババダン (Babadan) の観測所で観測した。
第二次世界大戦中は、日本がインドネシアを占領し、ベンメレンと妻は3年間収容キャンプに拘束された。戦後はオランダのハーグに戻った。オランダ政府の援助による戦争で散逸した地質学的記録を収集し1949年に、The Geology of Indonesia を出版した。1950年にユトレヒト大学の教授となり、M.G. Rutten と共に、アイスランドの火山学、古磁気学研究を行った。
造山運動に関する理論で知られ、著書に Mountain Building がある。1977年にロンドン地質学会からウォラストン・メダルを受賞した。